# Bob ai X Giochi olimpici invernali - Bob a due maschile
La gara di bob a due maschile ai X Giochi olimpici invernali si è disputata l'8 febbraio e l'11 febbraio sull'Alpe d'Huez.
L'equipaggio italiano (ITA I) e quello della Germania Ovest (FRG I) terminaro ex aequo, ma il regolamento prevedeva che a parità di tempi complessivi, sarebbe stato considerato vittorioso l'equipaggio che avesse fatto registrare la manche più veloce in assoluto ( 1:10.05 ).
Comma che attribuì la vittoria al bob italiano.

## Atleti iscritti
| America (8)                                      | America (8)                                  | America (8)                              |
| ------------------------------------------------ | -------------------------------------------- | ---------------------------------------- |
| - Canada (4)                                     | - Stati Uniti (4)                            |                                          |
| Europa (36)                                      |                                              |                                          |
| - Austria (4) - Francia (4) - Germania Ovest (4) | - Italia (4) - Regno Unito (4) - Romania (4) | - Spagna (4) - Svezia (4) - Svizzera (4) |

## Risultati
| Pos. | Nazione           | Atleti                                           | Manche1 | Manche2 | Manche3 | Manche4 | Totale  | Distacco |
| ---- | ----------------- | ------------------------------------------------ | ------- | ------- | ------- | ------- | ------- | -------- |
|      | Italia I          | Eugenio Monti Luciano De Paolis                  | 1:10.13 | 1:10.72 | 1:10.64 | 1:10.05 | 4:41.54 |          |
|      | Germania Ovest I  | Horst Floth Pepi Bader                           | 1:10.76 | 1:10.43 | 1:10.20 | 1:10.15 | 4:41.54 | +0.00    |
|      | Romania I         | Ion Panțuru Nicolae Neagoe                       | 1:10.20 | 1:11.62 | 1:11.31 | 1:11.33 | 4:44.46 | +2.92    |
| 4    | Austria I         | Erwin Thaler Reinhold Durnthaler                 | 1:11.27 | 1:11.26 | 1:10.72 | 1:11.88 | 4:45.13 | +3.59    |
| 5    | Gran Bretagna I   | Anthony James Nash Robert Thomas Dixon           | 1:10.57 | 1:11.60 | 1:11.77 | 1:11.22 | 4:45.16 | +3.62    |
| 6    | Stati Uniti I     | Paul Lamey Robert Huscher                        | 1:11.30 | 1:11.54 | 1:11.04 | 1:12.15 | 4:46.03 | +4.49    |
| 7    | Germania Ovest II | Wolfgang Zimmerer Peter Utzschneider             | 1:12.36 | 1:11.94 | 1:10.77 | 1:11.33 | 4:46.40 | +4.86    |
| 8    | Austria II        | Max Kaltenberger Fritz Dinkhauser                | 1:11.34 | 1:12.15 | 1:11.00 | 1:12.14 | 4:46.63 | +5.09    |
| 9    | Svizzera I        | Jean Wicki Hans Candrian                         | 1:10.60 | 1:11.72 | 1:12.01 | 1:12.65 | 4:46.98 | +5.44    |
| 10   | Svizzera II       | René Stadler Max Forster                         | 1:11.60 | 1:12.74 | 1:12.36 | 1:12.46 | 4:49.16 | +7.62    |
| 11   | Stati Uniti II    | Howard Clifton Michael Luce                      | 1:12.10 | 1:12.18 | 1:11.88 | 1:13.15 | 4:49.31 | +7.77    |
| 12   | Italia II         | Rinaldo Ruatti Sergio Mocellini                  | 1:11.80 | 1:12.29 | 1:13.27 | 1:12.95 | 4:50.31 | +8.77    |
| 13   | Spagna II         | José María Palomo José Manuel Pérez              | 1:11.97 | 1:12.60 | 1:14.34 | 1:12.25 | 4:51.16 | +9.62    |
| 14   | Svezia I          | Rolf Höglund Börje Hedblom                       | 1:12.77 | 1:13.17 | 1:12.62 | 1:12.63 | 4:51.19 | +9.65    |
| 15   | Gran Bretagna II  | John Blockey Mike Freeman                        | 1:12.06 | 1:12.25 | 1:13.79 | 1:13.17 | 4:51.27 | +9.73    |
| 16   | Francia I         | Bertrand Croset Henri Sirvain                    | 1:12.36 | 1:12.79 | 1:12.35 | 1:13.78 | 4:51.28 | +9.74    |
| 17   | Spagna I          | Eugenio Baturone Maximiliano Jones               | 1:12.76 | 1:14.30 | 1:12.81 | 1:11.67 | 4:51.54 | +10.00   |
| 18   | Svezia II         | Carl-Erik Eriksson Eric Wennerberg               | 1:12.75 | 1:12.69 | 1:12.84 | 1:13.41 | 4:51.69 | +10.15   |
| 19   | Canada I          | Purvis McDougall Bob Storey                      | 1:13.89 | 1:12.80 | 1:13.68 | 1:13.73 | 4:54.10 | +12.56   |
| 20   | Francia II        | Gérard Christaud-Pipola Jacques Christaud-Pipola | 1:11.24 | 1:34.47 | 1:12.49 | 1:13.47 | 5:11.67 | +30.13   |
|      | Romania II        | Romeo Nedelcu Gheorghe Maftei                    | DNF     |         |         |         |         |          |
|      | Canada II         | Hans Gehrig Harry Goetschi                       | DSQ     |         |         |         |         |          |